# Waschhaus (L’Isle-en-Rigault)

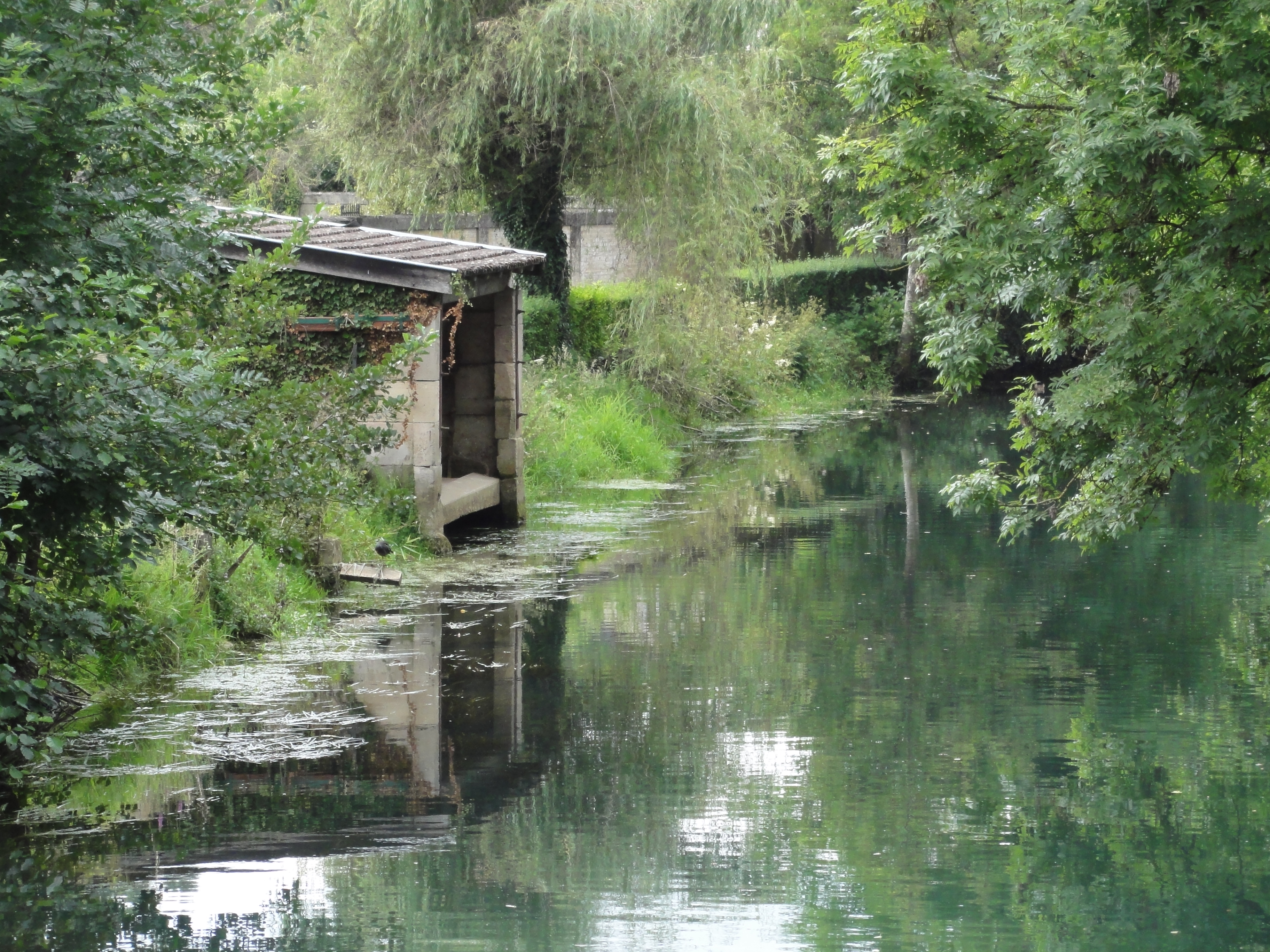
Waschhaus in L’Isle-en-Rigault

Das Waschhaus (französisch lavoir) in L’Isle-en-Rigault, einer französischen Gemeinde im Département Meuse in der Region Grand Est, wurde im 19. Jahrhundert errichtet. 
Das öffentliche Waschhaus aus Sandsteinmauerwerk mit einem Pultdach steht am Fluss Saulx. Es ist das einzige im Ort erhaltene Waschhaus von ursprünglich drei, die alle im 19. Jahrhundert erbaut worden waren. 
Ein Mechanismus, der nicht mehr erhalten ist, konnte die Arbeitsplattform der Wäscherinnen dem Wasserniveau anpassen.